# Regionaler Geistiger Rat
Der Regionale Geistige Rat stellt die regionale verwaltende Ebene einer Bahai-Gemeinde innerhalb eines Landes, in dem Bahai leben, dar. Dieser Rat trägt die Verantwortung für die ihm unterstehenden Gemeinden des jeweiligen Landes auf regionaler Ebene.
Regionale Geistige Räte können entweder auf der Ebene zwischen dem Örtlichen Geistigen Rat und dem Nationalen Geistigen Rat oder auf übernationaler Ebene in dünner besiedelten Weltregionen ihre Aufgaben wahrnehmen. So gibt es beispielsweise einen Regionalen Geistigen Rat für ganz Zentralasien. Auf übernationaler Ebene dienen diese Räte als Wegbereiter für eigenständige Nationale Geistige Räte und auf lokaler Ebene für selbstständige Örtliche Geistige Räte.
Die Regionalen Geistigen Räte (Spiritual Assemblies) sind nicht zu verwechseln mit Regionalräten (Regional Councils), deren Mitglieder vom Nationalen Geistigen Rat ernannt werden und diesen mit der regionalen Betreuung bestimmter Aufgaben unterstützen. Nur letztere gibt es auch in Deutschland.